# Бесшумный (миноносец)
«Бесшумный» — эскадренный миноносец типа «Кит» Российского Императорского флота.

## Строительство
Заказан по судостроительной программе «Для нужд Дальнего Востока». 23 января 1899 года зачислен в списки судов Российского флота, 29 марта 1899 года заложен под названием «Касатка» на судоверфи фирмы «Шихау» в Эльбинге. Спущен на воду 3 марта 1900 года, вступил в строй 12 июля 1900 года. 9 марта 1902 года переименован в «Бесшумный». После испытаний отправился в Кронштадт, куда прибыл в июле 1902 года.

## Служба
С 31 октября 1900 года по 6 мая 1901 года совершил переход из Кронштадта в Порт-Артур, где вошёл в состав Первого отряда миноносцев Первой Тихоокеанской эскадры.
С началом Русско-японской войны «Бесшумный» принял участие в боевых действиях, неся сторожевую службу на внешнем рейде и совершая разведывательные походы. За первый месяц войны миноносец выходил в море с различными боевыми заданиями 5 раз.
26 февраля 1904 года корабль принял участие в бою миноносцев у Порт-Артура; в этом морском сражении четвёрке эскадренных миноносцев русского отряда («Бесстрашный», «Беспощадный», «Бесшумный», «Внушительный») противостояли четыре японских «истребителя». После обнаружения кораблей противника миноносец, вслед за флагманом, в 3 часа 45 минут открыл огонь по ним. После оживлённой перестрелки противники потеряли друг друга в темноте. В результате этого столкновения несколько японских кораблей получили серьёзные повреждения. Длительное время корабль находился в ремонте. 8 мая «Бесшумный» наскочил на японскую мину заграждения, после чего вновь поставлен в ремонт. Отремонтирован к 12 июля. Во время боя в Жёлтом море сумел прорвать блокаду и уйти от преследовавших японских кораблей в Циндао. 2 августа «Бесшумный» был разоружён и интернирован правительством Китая.
4 февраля 1905 года «Бесшумный» вошёл в состав Сибирской флотилии, базировался на Владивосток. В 1912—1913 годах прошёл капитальный ремонт с перевооружением. Кроме того была установлена вторая мачта для антенны радиотелеграфа. В 1917 году совершил переход из Владивостока в Баренцево море, куда прибыл 10 сентября 1917 года и вошёл в состав Флотилии Северного-Ледовитого океана.
8 ноября 1917 года вошёл в состав РККФ, в марте 1918 года захвачен в Мурманске интервентами. В море не выходил по причине неисправного состояния. После возвращения в РККФ прошёл капитальный ремонт, а 24 июня 1924 года исключен из списков флота с передачей «Комгосфондов» для реализации.